# Chellsie Memmel
Chellsie Memmel (* 23. Juni 1988 in West Allis, Wisconsin) ist eine US-amerikanische Turnerin. Sie war 2005 die dritte Amerikanerin nach Kim Zmeskal und Shannon Miller, die Mehrkampfweltmeisterin wurde. Außerdem errang sie während ihrer Laufbahn Weltmeistertitel am Stufenbarren und mit der amerikanischen Mannschaft. Bei den Olympischen Spielen 2008 gewann sie mit der Mannschaft Silber.

## Leben
Chellsie Memmel wurde 1988 als älteste von drei Töchtern von Andrew und Jeanelle Memmel in West Allis (Wisconsin) geboren. Ihre Eltern waren beide selbst aktive Turner und starteten erfolgreich für College-Mannschaften. Sie betreiben seit 1992 die Turnschule M&M Gymnastics in New Berlin (Wisconsin).
Memmel begann bereits als Kleinkind mit dem Turnen. Zunächst trainierte sie in der elterlichen Turnschule, bevor sie mit acht Jahren zum Trainer Jim Chudy wechselte. Unter Chudys Anleitung gelang ihr der Sprung auf nationales Niveau. Als Zwölfjährige trat sie erstmals bei den US-amerikanischen Meisterschaften an.

### Internationaler Durchbruch und erste Rückschläge (2003–2004)
Ihre ersten internationalen Erfolge bei den Senioren feierte Memmel bei den Panamerikanischen Spielen 2003. Hier war sie zunächst nur als Ersatzturnerin vorgesehen. Aufgrund von Verletzungen und Krankheiten rückte sie jedoch ins Team auf und gewann fünf Medaillen, darunter Gold im Mehrkampf und mit der Mannschaft. Während des Mannschaftsfinals erreichte sie die höchste Mehrkampfwertung ihrer Mannschaft.
Bei den Weltmeisterschaften 2003 gelang Memmel der endgültige Durchbruch. Sie wurde nicht nur mit der Mannschaft Weltmeisterin, sondern gewann auch den Stufenbarrenwettbewerb. Sie erreichte ebenso wie ihre Teamkollegin Hollie Vise 9.612 Punkte an diesem Gerät, so dass sie sich den Platz auf dem Treppchen teilen mussten.
Im Frühling 2004 brach Memmel sich den Fuß, so dass sie an wichtigen vorolympischen Wettkämpfen nicht teilnehmen konnte. Daher wurde sie nur als Ersatzturnerin für die Olympischen Spiele in Athen nominiert. Da ihre Kolleginnen von Verletzungspech verschont blieben, kam Memmel zu keinem Auftritt in Athen, obwohl sie wieder voll belastbar war.
Nach den Olympischen Spielen verließ Memmel ihren langjährigen Trainer Jim Chudy und wird seitdem von ihrem Vater trainiert.
Memmel kehrte im November zurück auf die internationale Bühne, wo sie beim Turn-Weltcup am Stufenbarren gewann.

### Comeback und erneute Verletzungen (2005–2007)
Bei den Weltmeisterschaften 2005 entschied Memmel den Mehrkampfwettbewerb mit 37,824 Punkten für sich und verwies Nastia Liukin mit nur einem Tausendstel Punkt Vorsprung auf den zweiten Platz. Eine knappere Entscheidung hatte es bis dahin in der Turngeschichte nicht gegeben. Damit war Memmel erst die dritte Amerikanerin, der dieser Sieg gelang. Am Stufenbarren und am Schwebebalken musste sie sich jeweils Liukin geschlagen geben und gewann Silber.
Bei den Weltmeisterschaften 2006 verletzte sich Memmel während des Mannschaftswettkampfs am Stufenbarren die Schulter, setzte den Wettkampf jedoch fort und konnte Silber gewinnen. Aufgrund ihrer Schulterverletzung konnte sie an keinem weiteren Finale teilnehmen.
Nach einer Schulteroperation im November 2006 erlitt Memmel Fuß- und Köchelverletzungen beim Training am Boden. In der folgenden Zeit trat Memmel kaum bei Wettkämpfen auf. Zwar konnte sie Ende 2007 an einem Testwettkampf für die Olympischen Spiele in Peking teilnehmen, doch auch hiernach setzten Verletzungen sie wieder außer Gefecht.

### Olympiateilnahme (2008)
Im Jahr 2008 konnte Memmel sich mit einem dritten Platz bei den Amerikanischen Meisterschaften für die Olympischen Spiele qualifizieren, hatte jedoch auch in Peking mit Verletzungen zu kämpfen. Beim zweiten Training am Boden brach sie sich den Knöchel. Trotzdem turnte sie im Mannschaftswettkampf, allerdings nur am Stufenbarren. Damit verlor sie auch die Chance auf eine Mehrkampfmedaille.

### Nach den Olympischen Spielen (2009)
Nach den olympischen Spielen nahm Memmel zahlreiche Verpflichtungen wahr, so turnte sie zum Beispiel bei der in den USA sehr erfolgreichen Tour of Gymnastics Superstars. Ihren ersten Wettkampf nach den Olympischen Spielen turnte Memmel bei den Amerikanischen Meisterschaften 2009. Hier startete sie allerdings nur am Schwebebalken.

### Comeback (2020)
Auf ihrem YouTube-Kanal gab Memmel am 31. Juli 2020 ihr Comeback bekannt.